# Campolivar
Campolivar és un districte i barri residencial del municipi de Godella, a l'àrea metropolitana de València. Ocupa els terrenys vinculats històricament als Musoles, barons de Campolivar, on varen construir el Castell-Mas de Sant Ferran. Hi ha un gran nombre de finques i vil·les particulars. És al nord-est del terme municipal de Godella, a la carretera de València a Bétera, a la comarca de l'Horta Nord, a 5 kilòmetres de la ciutat de València, a 33 metres d'altitud, i confronta amb les urbanitzacions de La Creu de Gràcia i de Santa Bàrbara. El 2004 tenia 2517 habitants.

## Història
El 29 de setembre de 1788, el rei Carles III d'Espanya va concedir, amb la denominació de Campolivar, el títol de baró a Bartolomé Musoles i Pastor. La dignitat de baró es va concedir sota una heretat propietat de la família Musoles a Benifairó de les Valls. D'aquesta noble família van prendre el seu nom aquests terrenys, on els barons posseïen una finca. El tercer baró, Ferran Musoles i Arramendia, va manar la construcció en 1864 d'una masia a la finca, amb el nom de Sant Ferran, amb dos torres conformant un castell. Al voltant de la finca s'ha desenvolupat l'actual urbanització.
Des dels anys trenta del segle xx, quan la Cooperativa d'Agents Comercials va adquirir una part dels terrenys de la carretera de Bétera, Campolivar esdevingué en lloc d'esbarjo d'importants famílies de la burgesia valenciana, que va adquirir finques i va edificar confortables vil·les on gaudir de l'estiu.
Eclesiàsticament pertany, històricament, a la parròquia del Salvador, de Godella; el quinze d'agost de 1948 es va celebrar la primera missa en una ermita dedicada a la Verge dels Desemparats, construïda en una cèntrica plaça de la zona, per al culte dels feligresos veïns.
Als anys vuitanta del segle xx es van desenvolupar l'àrea més propera a la construcció original, al sur de l'antiga finca, arribant al terme municipal de Paterna.